# Organización de la Administración pública de España
La organización de la administración pública de España está basada en tres niveles básicos de administraciones territoriales independientes y autónomas, cuyas potestades se dividen en función de la distribución competencial que hagan las leyes y la Constitución. Son las siguientes, de mayor a menor amplitud territorial:
- Administración General del Estado
- Administraciones autonómicas
- Administraciones locales

Junto a ellas, existe un amplio conjunto de administraciones instrumentales, que pese a ser parcialmente independientes, tienen su base en la administración territorial que las haya creado.

## Administración General del Estado
Con competencias sobre todo el territorio nacional, la Administración General del Estado se encuentra regulada por la Ley 6/1997, de 14 de abril, de Organización y Funcionamiento de la Administración General del Estado (LOFAGE). Derogada por la LRJSP (Ley 40/2015).
La Administración General del Estado se clasifica a su vez en Administración central, periférica y exterior.

## Administración autonómica
Tras la configuración del Estado de las autonomías, cada comunidad autónoma tiene un poder ejecutivo propio que, a su vez, dirige un Administración territorial con personalidad jurídica propia.

## Administración local
La Administración local está formada por entes, no por órganos, es decir, por sujetos con personalidad jurídica propia. La autonomía local es una autonomía administrativa, no política, ya que carece de potestad legislativa (sólo tiene potestad reglamentaria y de autoorganización)
La legislación básica que regula la organización y el funcionamiento de la Administración local está contenida en:
- El capítulo II del título VIII de la Constitución.
- La ley 7/1985, de 2 de abril, Reguladora de Bases de Régimen Local.
- La ley 57/2003 de 16 de diciembre de Medidas para la Modernización del Gobierno Local.
Tipos de entes locales
Entidades locales necesarias:
- Municipios

- Provincias

- Islas (Baleares, Canarias)

Entidades locales posibles:
- Mancomunidad de municipios

- Áreas metropolitanas

- Comarcas

- Entes locales menores

EL MUNICIPIO
Es el territorio en el que ejerce sus competencias el ayuntamiento.
Elementos del municipio
El municipio lo constituyen tres elementos esenciales: el territorio o término municipal, la población y la organización:
A.-Término municipal. Es el territorio en el que ejerce sus competencias el ayuntamiento. Cada término municipal pertenece a una sola provincia.
B.-Población municipal. Es el conjunto de personas que se encuentran en el término municipal, que se dividen en residentes y no residentes.
C.-Organización municipal. Corresponde a los órganos de gobierno del municipio.
EL GOBIERNO MUNICIPAL
El gobierno y la Administración municipales están integrados fundamentalmente por unos órganos necesarios, que han de estar presentes en todos los municipios, y por unos órganos complementarios de los anteriores:
A - Órganos necesarios
- - El alcalde.
  - Los tenientes de alcalde.
  - El pleno.
  - La Junta de Gobierno local, que existe en municipios con población superior a 5000 habitantes.

B - Órganos complementarios
Los establecen y regulan los propios municipios en sus reglamentos orgánicos, o bien, la CCAA
- - Concejales delegados.
  - Comisiones informativas.
  - Comisión especial de cuentas.
  - Consejos sectoriales.
  - Representantes personales del alcalde en los poblados y barriadas.
  - Juntas municipales de distrito.
  - Comisión especial de Sugerencias y Reclamaciones.

I - EL ALCALDE
Es el órgano unipersonal que preside la corporación. Es elegido por los concejales de acuerdo con el siguiente procedimiento:
- Pueden ser candidatos todos los concejales que encabecen sus correspondientes listas.
- Es proclamado alcalde el que obtenga la mayoría absoluta de los votos de los concejales.
- Si ningún concejal obtiene dicha mayoría, es proclamado alcalde el concejal que encabece la lista que haya obtenido el mayor número de votos populares. En caso de empate se resolverá por sorteo.

El alcalde puede ser destituido de su cargo por moción de censura adoptada por la mayoría absoluta de los concejales.
De entre las atribuciones del alcalde, podemos destacar las siguientes:
- Representar al ayuntamiento.
- Dirigir el gobierno y la Administración municipales.
- Nombrar y cesar a los tenientes de alcalde y a los miembros de la Junta de gobierno.
- Dictar bandos.
- Hacer cumplir las ordenanzas y los reglamentos municipales.
- Dirigir la policía municipal.
- Contratar obras menores.
- Ejercer la jefatura superior del personal de la corporación.

II - LOS TENIENTES DE ALCALDE
Son los concejales, nombrados por el alcalde, a los que corresponde sustituirlo por orden de su nombramiento, en los casos de ausencia, enfermedad e impedimento que imposibiliten al alcalde para el ejercicio de sus atribuciones.
III - EL PLENO MUNICIPAL
Es el órgano municipal integrado por todos los concejales y presidido por el alcalde.
Entre las atribuciones del pleno destacan las siguientes:
- Elegir y destituir al alcalde.
- Controlar y fiscalizar los órganos de gobierno municipales.
- Aprobar la plantilla de personal y las bases para la previsión de los puestos de trabajo.
- Aprobar y modificar los presupuestos.
- Aprobar los planes urbanísticos.

IV - LA JUNTA DE GOBIERNO LOCAL
Está integrada por el alcalde y un número de concejales no superior a un tercio del número legal de los mismo, nombrados y separados libremente por el alcalde dando cuenta al pleno. Solo existe en municipios de más de 5000 habitantes.
La Junta tiene las siguientes atribuciones:
- Asistencia permanente al alcalde.

- Las que el alcalde y otros órganos le deleguen y las que le asignen las leyes.

## Unidad y órgano
La de régimen jurídico del sector público (Ley 40/2015, abreviadamente LRJSP), distingue entre unidades administrativas y órganos:
- La unidad es una reunión operativa de medios materiales y personales que, bajo la dirección de un responsable, desarrolla alguna actividad administrativa.
- Sobre esa base el órgano es algo más, es la unidad administrativa a la que se ha dotado de una capacidad jurídica relacional o como dice la propia ley “tendrán la consideración de órganos administrativos las unidades administrativas a las que se les atribuyan funciones que tengan efectos jurídicos frente a terceros, o cuya actuación tenga carácter preceptivo".

A la hora de proveer los sustitutos en un órgano, cuando no exista ningún reglamento, ni procedimiento establecido para el relevo, debe aplicarse el criterio marcado en Derecho Administrativo, que da prioridad a la jerarquía, la antigüedad y la edad, por este orden.